# 渡辺知子
渡辺 知子（わたなべ ともこ、1934年11月3日 - ）は、日本の女性声優。東京都出身。渡辺 和子との表記もある。

## 略歴
共立女子短期大学卒業。ラジオ東京テレビ開局前のテレビ専門劇団の募集に応募し、4000人の志望者の中から合格し研究生となり、4期生としてラジオ東京放送劇団にテレビ劇団員として入団。それ以前の演技経験は無かったとされる。1956年11月に体調を崩し休業に入り、1958年5月に復帰。
放送劇団と並行して土の会に所属した後、河の会に所属していた。

## 出演

### テレビアニメ
1964年
- ビッグX（朝雲昭の母）

1968年
- 夕やけ番長（水の江洋子）
- 魔法使いサリー（ツン子）

1969年
- アタックNo.1
- ひみつのアッコちゃん（1969年 - 1970年、たつ子、みどり）

1973年
- ど根性ガエル（1973年 - 1974年）

1976年
- ろぼっ子ビートン（うららのママ）

1978年
- 星の王子さま プチ・プランス（ママ）

1979年
- 銀河鉄道999（サボリナ）

1983年
- ひなまつりアニメファンタジー! 宇宙の果てまで冒険旅行 ロマンチック銀河ツアーへの御招待!!

1985年
- おねがい!サミアどん（1985年 - 1986年）

### 特撮
1970年
- チビラくん 第60話（子狸）

### 吹き替え

#### 映画
- 愛のメモリー（エリザベス〈ジュヌヴィエーヴ・ビュジョルド〉）
- 暁の用心棒（チーカ〈ヨランダ・モディオ〉）
- あしやからの飛行（キャロライン〈シャーリー・ナイト〉）
- アレキサンダー大王 ※NET版
- 怪人フーマンチュー 連続美女誘拐事件 (マリー・レンツ<マリー・ベルシー>)
- 海賊島の秘密（〈パトリシア・ブレディン〉）
- カサンドラ・クロス（チャドウィック婦人〈アリダ・ヴァリ〉）
- 金星人地球を征服（〈ビバリー・ガーランド〉）
- ケープタウン（リナ）
- 決断 (ティナ<シャーリー・ハーマー>)
- 拳銃王（ペギー〈ヘレン・ウェスコット〉）
- 高校三年（〈クリスチーヌ・カレル〉）
- 上海特急（リリー〈マレーネ・ディートリヒ〉）
- 白い殺し屋 (ヘレン<ナタリエ・ノルト>)
- たくましき男たち (ネラ<ジェーン・ラッセル>) ※NET版
- チャレンジャー (マリー<ジュリエット・ミルズ>)
- ナタリー危機一髪 (ビヴォワンヌ<ダニー・サヴァル>)
- ハワイの陰謀（〈ナンシー・オルソン〉）
- 続フレンズ ポールとミシェル
- ファイナル・カウントダウン（ローレル〈キャサリン・ロス〉）※フジテレビ版
- フライング・タイガー（〈アンナ・リー〉）※テレビ版
- 北西への道（エリザベス〈ルース・ハッシー〉）
- ボルサリーノ ※日本テレビ版
- Mr.Boo!ギャンブル大将（ブンの妻）
- メリーディア号の難破 (<バージニア・マッケンナ>)※NET新版
- よろめき休暇
- ローハイド S10E4 (ビッキー<ジル・ハワース>)
- 我等の町（エミリー〈マーサ・スコット〉）

#### ドラマ
- 弁護士ジャッド「ガラスの迷路」（シーラ〈ペニー・フラー〉）
- ミステリーゾーン（キティ・カバナウー[9]）
- 宇宙大作戦シーズン1「殺人鬼コドス（The Conscience of the King）」（レノア〈バーバラ・アンダーソン〉）

### テレビドラマ
- 裁判 ＝裁かれた特ダネ＝（1959年、KR）
- 太陽にほえろ!（NTV）
  - 第240回「木枯しの中で」 - 根岸夫人
  - 第282回「婚約指輪」
  - 第334回「窓」
  - 第349回「見知らぬ乗客」
  - 第385回「死」
  - 第436回「父親」
  - 第543回「すりへった靴」
  - 第576回「刑事・山さん」
- 夫婦（1982年、TBS） - ナレーター

### ラジオドラマ
- ペスよ尾をふれ（1958年 - 1959年、KR） - 語り手[1]